# (27618) Ceilierin
(27618) Ceilierin est un astéroïde de la ceinture principale.

## Description
(27618) Ceilierin est un astéroïde de la ceinture principale. Il fut découvert le 22 mai 2001 à Socorro (Nouveau-Mexique) par le projet LINEAR. Il présente une orbite caractérisée par un demi-grand axe de 2,27 UA, une excentricité de 0,15 et une inclinaison de 6,5° par rapport à l'écliptique.

## Compléments